# Sinularia lamellata
Sinularia lamellata is een zachte koraalsoort uit de familie Alcyoniidae. De koraalsoort komt uit het geslacht Sinularia. Sinularia lamellata werd in 1979 voor het eerst wetenschappelijk beschreven door Verseveldt & Tursch. 